# Assemblea costituente

L’Assemblea Costituente italiana, nata dopo le elezioni del 1946 per redigere quello che sarà il futuro testo costituzionale, in vigore nel paese dal 1948.

Un'assemblea costituente è un'assemblea eletta e costituita, generalmente separata dagli organi istituzionali ordinari (sebbene possa essere attribuito un qualche tipo di potere nel quadro politico ordinario), con lo scopo di scrivere, riformare drasticamente e/o adottare una Costituzione, assumendo così il cosiddetto potere costituente.
In alcuni casi è lo stesso parlamento eletto che funge anche da assemblea costituente, come nel caso delle Corti Generali spagnole nella legislatura del 1977-1979.
Durante i lavori, è possibile che vengano emanate disposizioni normative provvisorie prima del testo definitivo, spesso per via dell’instabilità del contesto politico.

## Assemblee costituenti nella storia
Nella storia ci sono stati numerosi casi di assemblee costituenti:
- Assemblea costituente degli Stati Uniti d'America - nota come Convenzione di Filadelfia, del 1787.
- Assemblée nationale constituante - formata in Francia nel 1789 durante la Rivoluzione francese.
- Riksforsamlingen - formata nel 1814 in Norvegia.
- Congresso Costituente del Messico (1917) - formato in Messico nel 1916-1917 durante la Rivoluzione messicana.
- Assemblea costituente panrussa - costituente formata in Russia nel 1918, all'indomani della Rivoluzione d'ottobre.
- Assemblea nazionale di Weimar - che scrisse la Costituzione di Weimar (Weimarer Verfassung) nel 1919, all'inizio della Repubblica di Weimar.
- Assemblea costituente lituana - assemblea eletta in Lituania nel 1920 e che nel 1922 approvò una nuova costituzione.
- Assemblea costituente estone - assemblea di Estonia. Tra il 1919 e 1920, approvò la prima costituzione.
- Third Dáil o Assemblea costituente irlandese - formata in Irlanda nel 1922 e che nello stesso anno approvò la nuova costituzione (Constitution of the Irish Free State) a seguito della secessione dal Regno Unito e della formazione dello Stato Libero d'Irlanda.
- Assemblea costituente siriana - formata nel 1930 a seguito della dissoluzione dell'Impero ottomano.
- Assemblea costituente tunisina del 2011 - assemblea eletta di Tunisia, chiamata a redigere la nuova Costituzione dopo la caduta della dittatura di Zine El-Abidine Ben Ali.
- Assemblea nazionale della Repubblica cinese - assemblea che ratificò nel 1946 la costituzione taiwanese.
- Assemblea Costituente della Repubblica italiana - eletta il 2 e 3 giugno 1946 e sciolta il 31 gennaio 1948 dopo l'adozione della Costituzione della Repubblica Italiana.
- Assemblea costituente dell'India - formata il 9 dicembre 1946 per scrivere la costituzione indiana, e sciolta nel 1950 quando l'India divenne una repubblica.
- Assemblea costituente pakistana - formata il 10 agosto 1947 per ratificare la costituzione del Pakistan, e sciolta nel 1956.
- Assemblea costituente del Portogallo - eletta il 25 aprile 1975 dopo la rivoluzione dei garofani e sciolta nel 1976 dopo l'adozione della nuova Costituzione.
- Assemblea costituente di El Salvador - formata nel 1982 a El Salvador come parlamento provvisorio e per elaborare una nuova costituzione.
- Assemblea costituente della Colombia - formata in Colombia nel 1991 per elaborare la nuova costituzione, e sciolta lo stesso anno.
- Assemblea costituente dell'Ecuador (1997-1998) - formata in Ecuador per sostituire la Costituzione del 1978 e sciolta nel giugno 1998.
- Assemblea costituente dell'Ecuador (2007-2008) - formata dal neopresidente Rafael Correa per sostituire la Costituzione del 1998, sciolta nell'ottobre 2008.
- Congreso constituyente democrático - assemblea voluta nel 1992 dal presidente del Perù Alberto Fujimori dopo la crisi costituzionale e la dissoluzione del parlamento.
- Assemblea costituente irachena - eletta il 30 gennaio 2005, a seguito della fine della dittatura di Saddam Hussein, provocata dall'operazione Libertà Irachena, deliberò la Costituzione del nuovo Iraq democratico, parlamentare e regionale, approvata con referendum popolare nell'ottobre dello stesso anno.
- Assemblea costituente nepalese - nel 2006 la cosiddetta Alleanza dei sette partiti, a seguito della rinuncia al potere del re Gyanendra Bir Bikram Shah Dev causata da rivolte popolari e dalla guerriglia maoista del Partito Comunista Maoista Nepalese, promosse la scrittura di una nuova costituzione del Nepal.